# Estación de Villarreal de Huerva
Villarreal de Huerva es una estación ferroviaria con parada facultativa situada en el municipio español homónimo en la provincia de Zaragoza, comunidad autónoma de Aragón. Cuenta con servicios de media distancia operados por Renfe. 

## Situación ferroviaria
Está situada en el punto kilométrico 45,6 de la línea 610 de la red ferroviaria española que une Zaragoza con Sagunto por Teruel, entre las estaciones de Encinacorba y de Villadoz. La estación está situada a 856 metros de altitud. El kilometraje se corresponde con el histórico trazado entre Zaragoza y Caminreal tomando esta última como punto de partida. 

## Historia
La estación fue puesta en servicio el 2 de abril de 1933 con la apertura de la línea Caminreal-Zaragoza. Las obras corrieron a cargo de la Compañía del Ferrocarril Central de Aragón que con esta construcción dotaba de un ramal a su línea principal entre Calatayud y el Mediterráneo que vía Zaragoza podía enlazar con el ferrocarril a Canfranc de forma directa.
En 1941, con la nacionalización de la totalidad de la red ferroviaria española la estación pasó a ser gestionada por RENFE. 
Desde el 31 de diciembre de 2004 Renfe Operadora explota la línea mientras que Adif es la titular de las instalaciones ferroviarias. En 2007 se reformó íntegramente la estación.

## La estación
La estación fue completamente renovada en 2007, adaptando la vía para un trazado de altas prestaciones. Posee dos andenes y tres vías, siendo la vía central para trenes directos sin parada y sin acceso a andenes. Los cambios de andén se hacen por pasos elevados. Todo el conjunto se halla adaptado para usuarios con movilidad reducida. 
Toda esta estructura, de más de 750 m, apto para cruces de trenes de mercancías, hace de esta estación una de las más importantes del tramo Zaragoza-Teruel. 
Justo detrás del andén principal se halla el viejo edificio de viajeros de 1933, que sigue el modelo planteado por el arquitecto Secundino de Zuazo Ugalde, muy difundido en la línea férrea de Zaragoza a Caminreal. El edificio es de planta rectangular de un solo piso, con dependencias a los lados. Presenta tres arcos escarzanos, a modo de porche. Dicho edificio está cerrado, justo detrás del nuevo andén.

## Servicios ferroviarios

### Media distancia
En esta estación efectúan parada el Regional que une Zaragoza con Teruel y los MD Zaragoza-Valencia y Huesca-Valencia.
| Línea MD | Trenes   | Origen/Destino      |  | Destino/Origen |
| -------- | -------- | ------------------- |  | -------------- |
| '        | MD       | Zaragoza-Miraflores |  | Valencia-Norte |
|          | MD       | Huesca              |  | Valencia-Norte |
| 49       | Regional | Zaragoza-Miraflores |  | Teruel         |